# فرانسوا دوريت
فرانسوا دوريت (مواليد 10 يناير 1911) هو مبارز بالسيف سويسري، مثّل بلاده في الألعاب الأولمبية الصيفية 1936.

## روابط خارجية
فرانسوا دوريت على موقع أوليمبيديا (الإنجليزية)